# Близнюк Богдан Степанович
Богда́н Степа́нович Близню́к — солдат Збройних Сил України, учасник російсько-української війни, що загинув у ході російського вторгнення в Україну в 2022 році.

## Життєпис
Народився 29 травня 1996 року в с. Студеники Бориспільського району на Київщині.
Випускник ліцею-інтернату «Патріот» у м. Переяславі (нині — Комунальний заклад Київської обласної ради «Переяславський ліцей „Патріот“»).
Загинув 8 березня 2022 року в боях з агресором поблизу смт Гостомель в Бучанському районі на Київщині в ході відбиття російського вторгнення в Україну.
Залишилася мати.

## Нагороди
- орден «За мужність» III ступеня (2022, посмертно) — за особисту мужність і самовіддані дії, виявлені у захисті державного суверенітету та територіальної цілісності України, вірність військовій присязі.